# Nipponacmea concinna
Nipponacmea concinna (лат.) — вид брюхоногих моллюсков из семейства Lottiidae.
Длина раковины до 24 мм, ширина до 20 мм, высота до 7 мм. Её стенки тонкие, окраска внешней стороны тёмно-оливковая с зеленоватым или коричневатым оттенком, внутренней голубая. У макушки серое или коричневое пятно. Поверхность в концентрических линиях роста и множестве радиальных рёбрышек разной толщины, со множеством выпуклостей.
Обитает в Тихом океане от побережья Приморья и Южных Курил до острова Тайвань и Восточно-Китайского моря. Встречается от среднего горизонта литорали до глубины не больше 1 м, в основном на скалах и каменистых грунтах. Кормится растительностью. Размножается летом. Охранный статус Nipponacmea concinna не установлен, вид безвреден для человека, объектом промысла не является.